# 19ª Divisione fanteria "Venezia"
La 19ª Divisione fanteria "Venezia" fu una grande unità del Regio Esercito, operativa durante la seconda guerra mondiale. Era in particolare una divisione di fanteria da montagna, che si distingueva dalle analoghe unità di fanteria ordinarie per la trazione del Reggimento di artiglieria divisionale, che risultava composto da due gruppi someggiati e di uno carrellato, invece che di due ippotrainati ed uno someggiato e per l'utilizzo di salmerie invece che del classico carreggio. Con il progredire della guerra e la progressiva motorizzazione di una parte considerevole delle artiglierie divisionali, le divisioni da montagna divennero sostanzialmente indistinguibili dalle normali divisioni di fanteria, e la denominazione specifica andò progressivamente in disuso.

## Storia

### Vicende organiche

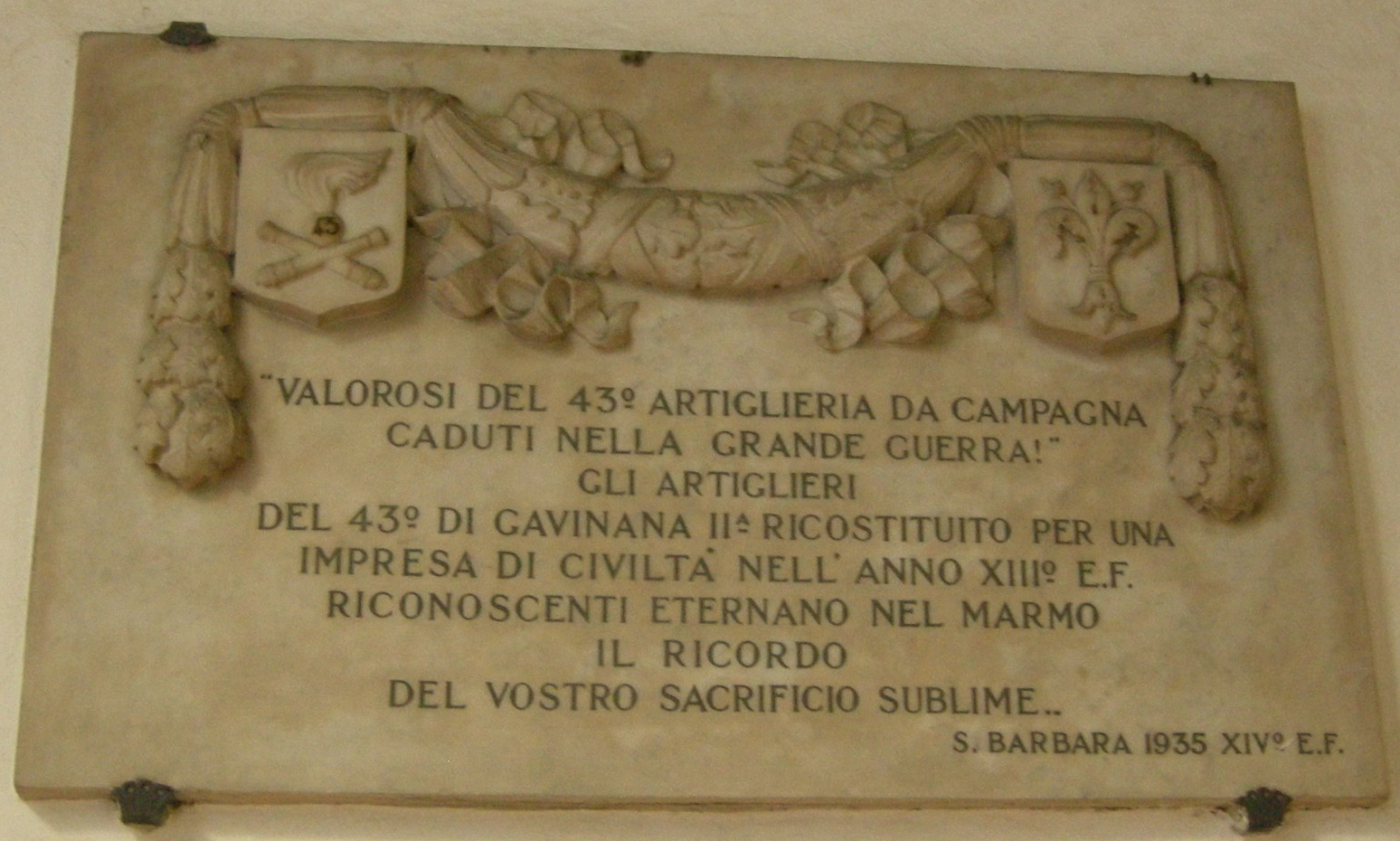
Targa al 43º Reggimento Gavinana, Caserma Baldissera, Firenze

Le origini dell'unità si possono far risalire alla Brigata "Venezia", costituita il 7 giugno 1883 con alle dipendenze il 83º e l'84º Reggimento fanteria, che con l'ordinamento del 1926 diventa XIX Brigata di Fanteria ed inquadra come terzo reggimento il 70º Reggimento fanteria "Ancona". La brigata e il 19º Reggimento artiglieria da campagna costituiscono l'unità territoriale Divisione Militare Territoriale di Firenze (19ª), che nel 1934 viene riconfigurata come unità operativa ed assume il nome di Divisione di Fanteria "Gavinana" (19ª), nominativo che viene esteso anche alla brigata che diventa così Brigata di Fanteria "Gavinana" (XIX). La divisione 28 marzo 1935 viene inviata in Eritrea e per tutto il periodo di permanenze in Africa Orientale Italiana (fino al 9 luglio 1936, a Firenze è in vita una Divisione di Fanteria "Gavinana II" (119ª), alla quale vengono assegnati il 127º e il 128º Reggimento fanteria "Firenze" ed il 213º Reggimento fanteria "Arno", inquadrati in una nuova Brigata di Fanteria "Gavinana II" (CXIX), ed il 43º Reggimento artiglieria per Divisione di fanteria. La "Gavinana" viene smobilitata nel luglio 1936 e nella stessa data vengono sciolte la Divisione e la Brigata "Gavinana II". Il 15 aprile 1939, in seguito del cambio di ordinamento del Regio Esercito, la Brigata "Gavinana" viene ricostituita come Divisione di fanteria "Venezia" (19ª), con alle dipendenze l'83º e l'84º Reggimento fanteria della vecchia Brigata "Venezia" ed il 19º Reggimento artiglieria da campagna.

### Guerra d'Etiopia

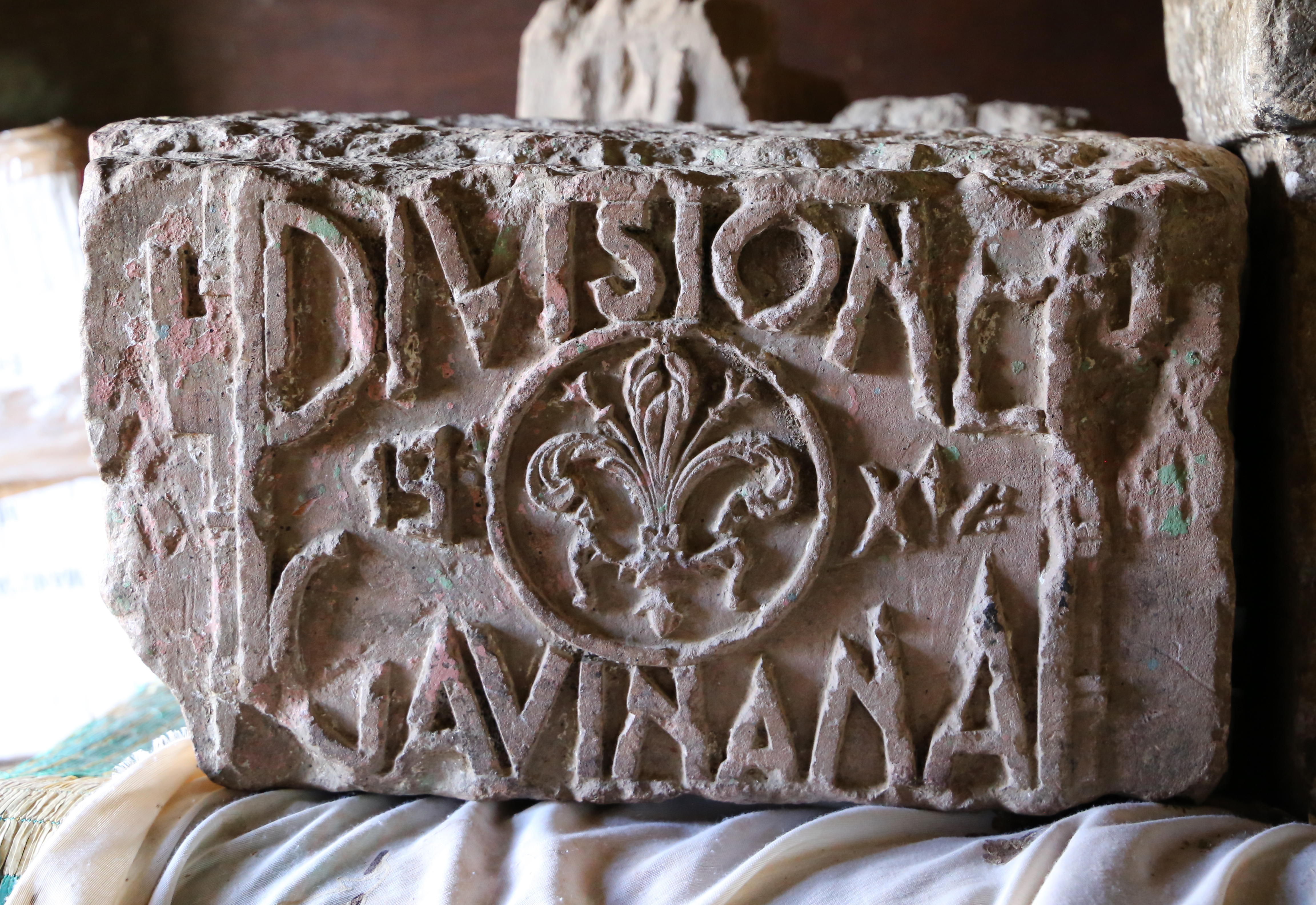
Simbolo della Divisione Gavinana nel Tigrai (Etiopia)

Inviata in Africa orientale il 28 marzo del 1935, la divisione, concentrata sul confine tra Eritrea ed Etiopia al comando del generale Nino Salvatore Villa Santa, il 3 ottobre passa il Mareb e avanza in territorio nemico superando eliminando le forti resistenze nemiche; il 4 ottobre prende Adi Abuna ed il 6 conquista l'importante centro economico di Adua. Nel febbraio del 1936 la grande unità prende parte alla seconda battaglia del Tembien, scontrandosi con forti colonne nemiche nello Scirè e sulle alture di Adi Aimanae, partecipando il 3 marzo all'inseguimento dei nemici in fuga verso il fiume Tacazzè conquistando Endà Selassiè il 4, Dembeguinà il 5, Adi Aguà il 7, proseguendo il 9 marzo lungo il Tacazzè fino a Debarech ed a Dabat. Il 22 aprile viene sostituita al fronte da un'altra grande unità e si sposta nella zona di Axum-Selaclà a protezione delle retrovie. Terminate le operazioni belliche, viene impiegata nei rastrellamenti nella zona di Adi Ugri-Teramni.

### Occupazione italiana dell'Albania (1939-1943)
La Divisione "Venezia" viene mobilitata per l'occupazione dell'Albania e sbarca a Durazzo tra il 25 ed il 30 aprile, venendo impiegata nel presidio di Elbasan e Pogradec, ad est di Tirana.

### Seconda guerra mondiale
Al momento della dichiarazione di guerra del 10 giugno 1940, la divisione si trova in Albania, schierata al confine con la Jugoslavia, a sbarramento della valle del Drin, di Bulqizë e lago di Derida. In vista delle invasione italiana della Grecia, il 26 ottobre l'unità viene trasferita nella zona di Coriza ed il 3 novembre entra in prima linea, coprendo l'ala destra dello schieramento dagli assalti greci su Koko Clava; la violenza dell'attacco costringe la divisione ad abbandonare le posizioni di Bitincka-Bilisht-Kapeshtica per ripiegare più a nord-ovest, lungo la riva sinistra del fiume Devoli. Per tutto novembre 1940 la divisione è bersaglio di furiosi attacchi su tutte le posizioni ed è costretta a rompere il contatto e ripiegare prima sulla linea Pogradec-Starova-Bregu Zervaskes, poi, il 29 novembre, sullo Shkumbini. Nei primi giorni di dicembre sostiene accaniti combattimenti a ovest di Pogradec e sulle posizioni difensive della zona Massiccio del Kalase-Monte Kungullit. Il 9 dicembre l'ala destra della divisione ripiega verso nord sul Monte Breshenihcut, conducendo attacchi di alleggerimento il 23 ed il 24 dicembre. Nel 1941 la divisione riceve la 72ª Legione CC.NN. d'Assalto e subisce la pressione nemica nonostante l'accanita resistenza e le condizioni meteorologiche avverse. Da aprile a marzo l'offensiva greca cala di intensità, con l'ultimo attacco registrato il 7 aprile. Dal 14 infatti inizia l'offensiva generale italiana, con la divisione che avanza su tutto il fronte, prima da est ad ovest su Pogradec, poi lungo l'itinerario Pogradec-Grabovica-Sojani-Maliqi, per conquistare Coriza il 15 aprile. L'avanzata prosegue verso sud-est, con la divisione che infine si schiera sulla linea di confine a difesa dei passi di Badres e del Monte Gobellit. A luglio la "Venezia" viene trasferita in Montenegro a presidio della zona di Podgorica, Berane e Kolašin, impegnata in operazioni di rastrellamento ed anti-partigiane per tutto il 1942, vedendosi assegnare per le attività di presidio il 383º Reggimento fanteria.

### La lotta contro i tedeschi
L'armistizio dell'8 settembre 1943 coglie la divisione nella zona assegnatale di Podgorica. La divisione rifiuta di consegnare le armi alla 118. Jäger-Division ed ai Cetnici, mantenendo, nonostante le incertezze del momento, l'unità organica dei reparti. Dai primi giorni di ottobre, la divisione inizia a collaborare con i partigiani jugoslavi, conducendo dal 13 del mese vere e proprie azioni di guerra contro la Wehrmacht nelle zonde di Brodarevo, Murina, Berane e Kolašin. Per adattarsi al particolare tipo di lotta, la divisione muta il proprio ordinamento, costituendo delle brigate, a livello di battaglione, che conservano il nominativo "Venezia"; la grande unità è così strutturata sulla I Brigata "Venezia" per trasformazione del I battaglione dell'83º Reggimento fanteria, II Brigata "Venezia" dal II/83º, III Brigata "Venezia" dal III/83º, IV Brigata "Venezia" dal I/84º, V Brigata "Venezia" dal II/84º e VI Brigata "Venezia" dal III/84º. La divisione si scioglie infine il 1º dicembre 1943, dando vita, insieme ad altri reparti della 1ª Divisione alpina "Taurinense", alla Divisione italiana partigiana "Garibaldi". In seguito a questa trasformazione, la I, la III e la IV Brigata "Venezia" assumono la denominazione di II, III e IV Brigata "Garibaldi" rispettivamente, raccogliendo il personale delle disciolte II, V e VI Brigata "Venezia"; il nominativo di I Brigata "Garibaldi" viene assegnato invece alla I Brigata "Taurinense".

## Ordine di battaglia: 1940

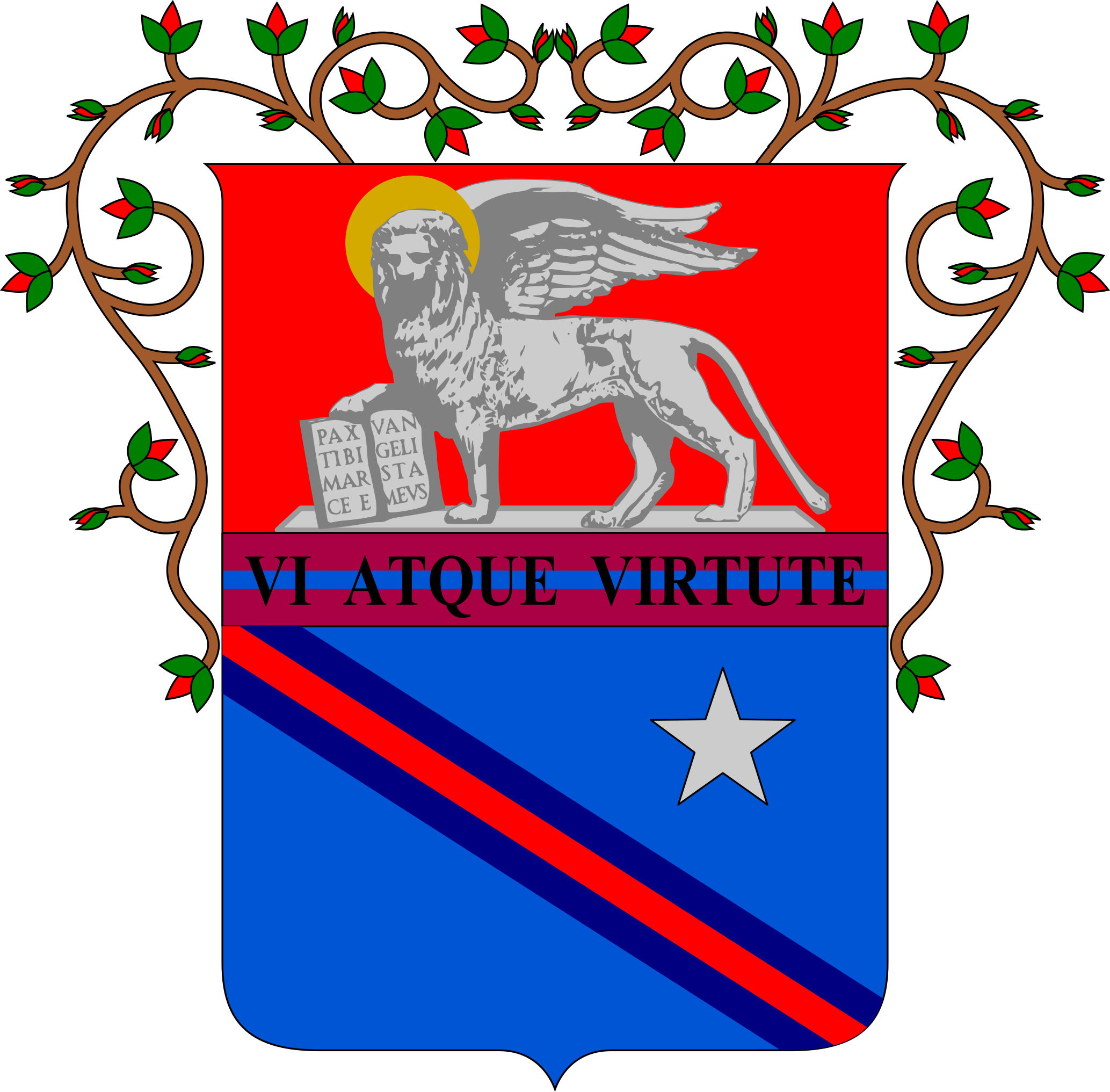
Lo stemma araldico dell'83º Reggimento fanteria "Venezia", 1939

- L'84º Reggimento "Venezia" è stato un'unità dell'esercito italiano, erede delle tradizioni e della storia dell'84º Reggimento fanteria "Venezia" che con l'83º Reggimento fanteria "Venezia" formava la Brigata Venezia.83º Reggimento fanteria "Venezia"
- 84º Reggimento fanteria "Venezia"

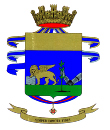
L'84º Reggimento "Venezia" è stato un'unità dell'esercito italiano, erede delle tradizioni e della storia dell'84º Reggimento fanteria "Venezia" che con l'83º Reggimento fanteria "Venezia" formava la Brigata Venezia.

- 383º Reggimento fanteria "Venezia"
- 72ª Legione CC.NN. d'assalto "Luigi Farini
  - LXXII Battaglione CC.NN. d'assalto "Modena"
  - CXI Battaglione CC.NN. d'assalto "Pesaro-Urbino"
  - 72ª Compagnia CC.NN. mitraglieri
- 19º Reggimento artiglieria "Gavinana"
- XIX Battaglione mortai da 81
- 19ª Compagnia controcarri da 47/32
- 76ª Compagnia genio
- 19ª Compagnia mista telegrafisti/marconisti
- 42ª Sezione sanità
- 38ª Sezione sussistenza
- 11ª Sezione panettieri

## Comandanti 1939-1943
- Gen. D. Enrico Pitassi Mannella (30 giugno 1938 - 9 giugno 1940)
- Gen. D. Silvio Bonini (10 giugno 1940 - 9 giugno 1943)
- Gen. D. Giovanni Battista Oxilia (10 giugno 1943 - 1º febbraio 1944)

## C.R.O.W.C.A.S.S.
I nomi dei seguenti 10 appartenenti alla divisione Venezia figurano nell'elenco CROWCASS compilato dagli Alleati anglo-americani (Central Registry of War Criminals and Security Suspects) (1947) delle persone ricercate dalla Jugoslavia per crimini di guerra :
- (Name) Basolchi - (C.R. File Number) 259134 - (Rank, Occupation, Unit, Place and Date of Crime) Maggiore, cmdt., Venezia Div., Bn. Bijelo Polje, Montenegro 41-43 - (Reason wanted) Misc. Crimes  (Wanted by) Yugo.[1]

- Bongiovanni  Giuseppe - 190902 - Col., Ital. Army, 1 Bn. 83. Regt. Div. "Venezia", Podgorica Montenegro (Yugo.) 9., 10. 11.41,  8-43 - Murder - Yugo.[2]

- Bonini Silvio - 189907 - Generale-Commandant, Div. Venezia, Berane, Montenegro 41-43 - Suspect - Yugo.[3]

- Bulioni Italo - 259132 - Major, Venezia Div., 1 Bn., 84. Regt., Andrijevica Montenegro (Yugo.) 8.41-9.42 - Misc. Crimes - Yugo.[4]

- Cristiciani David (1918) - 259174 - Tenente, deputy Carabinieri Commander, Venezia-Div., Berane Montenegro (Yugo.) 41-43 - Misc. Crimes - Yugo.[5]

- Fopiano Mario - 190960 - Major, Italian Army, Bn. of "Venezia", Div., Kolasin and Area (Yugo.) 8.43 - Murder - Yugo.[6]

- Gimelli Fernando - 259129 - Maggiore, Commandant, II Bn., 84 Rgt., Venezia Div., Berane Montenegro 41-43 - Misc. Crimes - Yugo.[7]

- Marino Umberto - 191004 - Commandant, Italian Army, II Bn., 8 Coy, Div. Venezia, Trebsljevo-Kolasin (Yugo.) 41 - Murder - Yugo.[8]

- Pistogliesi - 259108 - Carabiniere, "Venezia"-Div., Berane Montenegro (Yugo.) 8.41-9.43 - Misc. Crimes - Yugo.[9]

- Sconochi Paolo (circa 1911) - 259127 - Capt., Cmdt., Carabinieri, Venezia-Div., Berane (Yugo.) 8.42-9.43 - Misc. Crimes - Yugo.[10]